# Ergo Proxy
Ergo Proxy (エルゴプラクシー?, Erugo Purakushī) è una serie televisiva anime cyberpunk prodotta da Manglobe, diretta da Shukō Murase e scritta da Dai Satō. Ambientata in un futuro post-apocalittico in cui umani e androidi coesistono pacificamente fino all'insorgere di un virus che conferisce a questi ultimi l'autocoscienza, la serie è fortemente influenzata dalla filosofia, dall'esistenzialismo e dallo gnosticismo, incentrandosi sulle vicende di un'ispettrice e il capro espiatorio di una serie di delitti che, indagando assieme, portano alla luce un complotto ed un insabbiamento governativo inerente una misteriosa creatura umanoide denominata "Proxy".
L'anime è stato trasmesso per la prima volta in Giappone sul canale satellitare WOWOW dal 25 febbraio al 12 agosto 2006 nel formato HDTV con un misto di disegni fatti a mano e animazione computerizzata gravitando, per buona parte della sua durata, sulla psicologia e sulla mentalità dei protagonisti. Un adattamento italiano curato da Panini Video è stato inizialmente distribuito in DVD nel 2008, per poi venire trasmesso su Rai 4 dal 20 ottobre 2011 al 12 aprile 2012. Dall'anime è stato tratto un manga spin-off pubblicato sulla rivista Monthly Sunday Gene-X della Shōgakukan.

## Ambientazione
La serie è ambientata in un futuro post-apocalittico distopico dove, a seguito di un disastro ambientale avvenuto migliaia di anni prima, l'intero pianeta è divenuto inospitale per la vita, e sono perciò state costruite delle città-cupola come rifugi sicuri per gli esseri umani. All'interno di una di queste strutture, Romdo, umani e androidi chiamati AutoReiv coesistono pacificamente sotto un rigido sistema burocratico classista ed un governo suddiviso in vari dipartimenti amministrativi che controllano ogni aspetto della vita dei concittadini e fanno capo a un Reggente.
Gli AutoReiv, suddivisi in modelli "da compagnia" o "entourage" a seconda che siano progettati per il tempo libero o il lavoro, svolgono le mansioni più pesanti, mentre gli esseri umani, pur essendo generati tramite uteri artificiali, sono ancora biologicamente imparentati coi loro antenati ma non più in grado di riprodursi naturalmente. Ogni individuo, che sia umano o AutoReiv, viene inoltre indottrinato affinché rivesta uno scopo preciso nella società, detta "raison d'être".

## Trama
La tranquilla e monotona vita di Romdo, regolata da perfezionismo, consumismo e distacco emozionale, viene improvvisamente infranta dalla diffusione di un virus chiamato Cogito, che colpisce gli AutoReiv permettendo loro di acquisire consapevolezza di se stessi e provare emozioni, cosa che li porta a ribellarsi agli esseri umani uccidendoli a vista. Inoltre, una misteriosa forma di vita umanoide chiamata "Proxy", fugge dai laboratori della città-cupola in cui era sottoposta ad esperimenti volti a capire il segreto della sua apparente immortalità.
L'ispettrice Re-l Mayer, nipote del Reggente, viene incaricata di indagare sugli omicidi compiuti da AutoReiv infetti assieme al partner Iggy ma, una sera, viene a contatto col Proxy, che irrompe nel suo appartamento terrorizzandola. Per preservare la pace di Romdo, i suoi superiori si affrettano tuttavia ad insabbiare la faccenda, motivo per cui Re-l decide di scoprire tutta la verità sulla creatura per conto proprio, iniziando una ricerca che parte dall'immigrato Vincent Law, attorno al cui passato sono legati numerosi misteri e che per il presunto collegamento con gli eventi incriminati viene braccato e costretto a fuggire dalla città-cupola intraprendendo, assieme all'AutoReiv infetta Pino e alla stessa Re-l, un viaggio verso la sua terra natia in cerca di risposte.

## Personaggi
Re-l Mayer (リル・メイヤー?, Riru Meiyā)
Doppiata da: Rie Saitō (ed. giapponese), Silvia Tognoloni (ed. italiana)
Un'ispettrice del Dipartimento di Intelligence di Romdo che sta investigando su alcuni omicidi violenti apparentemente commessi da AutoReiv infetti dal Cogito; è la nipote del Reggente della città cupola ed ha per tanto uno stato privilegiato.
Vincent Law (ビンセント・ロウ?, Binsento Rou)
Doppiato da: Kōji Yusa (ed. giapponese), Christian Iansante (ed. italiana)
Uno dei numerosi immigrati residenti a Romdo che ambisce ad ottenere lo status di "concittadino" e per questo lavora come impiegato presso la Divisione di Manutenzione AutoReiv.
Pino (ピノ?, Pino)
Doppiata da: Akiko Yajima (ed. giapponese), Ludovica Bebi (ed. italiana)
Una piccola AutoReiv da compagnia infettata dal Cogito che accompagna Vincent.

## Produzione
Ergo Proxy è stato diretto da Shukō Murase con Dai Satō come principale sceneggiatore e Naoyuki Onda in veste di character designer; l'annuncio ufficiale del progetto come serie di 23 episodi è avvenuto nel corso del MIP TV Trade Show, in Francia. Manglobe, inizialmente, avvicinò Murase con una visione basilare di un futuristico thriller-poliziesco (completo di titolo), gli script dei primi tre episodi ed il design concettuale di Romdo. Al di là di ciò gli concessero di sviluppare l'idea in un'inclinazione più esistenzialista. In merito a ciò Murase ha dichiarato:
Inizialmente l'intenzione era quella di rendere Vincent il solo protagonista e Re-l un semplice personaggio di contorno; tuttavia, appena svilupparono il suo personaggio, divenne sempre più d'impatto e cominciò a rubare i riflettori a Vincent. Questo diede agli autori la possibilità di dividere la narrazione tra i due rendendoli di fatto co-protagonisti.
In una intervista Satō descrivendo il progetto disse:
Interrogato in merito a come abbia ideato il titolo "Ergo Proxy", Satō ha risposto che "suonava cool", Murase ha invece spiegato che originariamente voleva esplorare il concetto che ognuno abbia un altro sé dentro di sé: l'idea che ci siano due personalità dentro una persona, sottolineando come la frase di René Descartes "cogito, ergo sum" sia stata l'ispirazione di tutto ciò. Satō ha affermato che originariamente non volevano esprimere esplicitamente i concetti dello gnosticismo nell'anime, tuttavia, le loro convinzioni personali hanno finito per riflettere le idee dello gnosticismo e si sono resi conto di quanto bene vi si adattassero, deciso perciò di impiegarli.

### Colonna sonora
Due colonne sonore della serie anime, intitolate Ergo Proxy OST opus01 e Ergo Proxy OST opus02, sono state pubblicate dalla Geneon Entertainment in Giappone rispettivamente il 25 maggio e il 25 agosto 2006; entrambe contenenti le composizioni di Yoshihiro Ike. La prima colonna sonora, opus01, contiene tra le sue tracce anche la sigla di apertura "kiri", dei Monoral, e di chiusura, "Paranoid Android", dei Radiohead; la seconda colonna sonora, opus02, è stata invece confezionata con un'edizione speciale del primo DVD della Regione 1.
Ergo Proxy OST opus01
1. awakening – 1:46
2. kiri – 1:46
3. new pulse – 3:14
4. No. 0724FGARK – 3:15
5. prayer – 2:53
6. raging pulse – 3:26
7. autoreiv contagion – 2:33
8. Romdo overshadows – 2:26
9. RE-L124c41+ – 2:55
10. deal in blood – 3:13
11. wasteland nostalgia – 4:02
12. vital signs – 3:11
13. written on clouds – 3:22
14. WombSys – 3:22
15. last exit to paradise – 3:38
16. he the empty – 2:56
17. Centzontotochtin – 2:59
18. Fellow Citizens – 2:46
19. Paranoid Android – 6:23 (Radiohead)

Ergo Proxy OST opus02
1. futu-risk – 2:45
2. mazecity – 3:02
3. bilbul – 3:20
4. confession – 1:55
5. wrong way home – 2:49
6. busy doing nothing – 3:22
7. cytotropism – 3:13
8. angel's share – 3:15
9. hideout – 3:01
10. ophelia – 1:53
11. domecoming – 3:33
12. terra incognita – 3:22
13. deus ex machina – 3:30
14. eternal smile – 1:57
15. life after god – 3:14
16. Goodbye Vincent – 2:49
17. shampoo planet – 2:28
18. kiri – 4:18 (Monoral)

## Media

### Anime

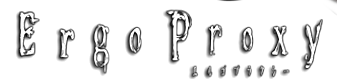
Logo della serie

L'anime si compone di 23 episodi; trasmessi in Giappone sul canale satellitare WOWOW alle 19:00 dal 25 febbraio al 12 agosto 2006. La distribuzione home video Ergo Proxy è stata affidata alla Geneon Entertainment in nove DVD distribuiti dal 25 maggio 2006 al 25 gennaio 2007 La serie è stata concessa in licenza da Geneon Entertainment per la distribuzione nella Regione 1 a partire dal 21 novembre 2006 e suddivisa in sei volumi; la versione in inglese di Ergo Proxy è andata quindi in onda in anteprima sul canale a pagamento Fuse dal 9 giugno al 24 novembre 2007 negli Stati Uniti tutti i sabati a mezzanotte, a dicembre del 2008 è uscita invece la collezione completa in DVD.
Il 3 luglio 2008, Geneon Entertainment e Funimation Entertainment hanno annunciato un accordo per distribuire titoli selezionati in Nord America, permettendo a Geneon Entertainment di mantenere le licenze e a Funimation Entertainment di assumere i diritti esclusivi per la produzione, il marketing, le vendite e la distribuzione di titoli selezionati, tra cui Ergo Proxy.  A partire dal 29 marzo 2012, la serie è stata completamente concessa in licenza da Funimation e ripubblicata sotto la loro etichetta Anime Classics il 3 luglio 2012, Geneon ha inoltre rilasciato una collezione completa di quattro dischi in Blu-ray il 25 settembre 2012 e due collezioni in DVD rispettivamente il 25 settembre 2012 e il 22 agosto 2012.

#### Edizione italiana
Un'edizione italiana dell'anime è stata prodotta da Panini Video, scelta da Geneon come partner italiano per la ditribuzione di alcuni dei propri titoli, pubblicato in sei DVD nel corso del 2008 e in seguito raccolti in un box a dicembre 2009 e trasmesso solo tre anni dopo, dal 20 ottobre 2011 al 12 aprile 2012 su Rai 4 il giovedì in seconda serata. Il doppiaggio è stato effettuato dallo studio C.D. - Cine Dubbing International sotto la direzione di Lucia Scalera, mentre i dialoghi sono stati curati da Luca Privitera e Lisbeth Damas.
Di seguito sono elencati i principali personaggi e i doppiatori, sia in giapponese che in italiano:
| Personaggio                          | Doppiatore originale | Doppiatore italiano                  |
| ------------------------------------ | -------------------- | ------------------------------------ |
| Re-l Mayer                           | Rie Saitō            | Silvia Tognoloni                     |
| Vincent Law                          | Kōji Yusa            | Christian Iansante                   |
| Pino                                 | Akiko Yajima         | Ludovica Bebi                        |
| Iggy                                 | Kiyomitsu Mizuuchi   | Alessandro Ballico                   |
| Raul Creed                           | Hikaru Hanada        | Fabio Boccanera                      |
| Daedalus Yumeno                      | Sanae Kobayashi      | Gabriele Patriarca                   |
| Husserl                              | Hidekatsu Shibata    | Dante Biagioni                       |
| Derrida                              | Yōko Sōmi            | Sara Onorato                         |
| Hoody                                | Hiroshi Arikawa      | Dario Penne                          |
| Quinn                                | Atsuko Yuya          | Laura Boccanera                      |
| Kristeva                             | Hōko Kuwashima       | Alessandra Chiari                    |
| Lacan                                | Atsuko Tanaka        | Sonia Scotti                         |
| Berkeley                             | Yu Shimaka           | Alessandro Budroni                   |
| Proxy One                            | Hōchū Ōtsuka         | Daniele Valenti                      |
| Real Re-l                            | Sachiko Kojima       | Francesca Manicone                   |
| Timothy                              | Yasuhiro Takato      | Federico Bebi                        |
| Kazkis Proxy                         | Kazuhiko Inoue       | Daniele Valenti                      |
| Mayahuel                             | Ai Kobayashi         | Pinella Dragani                      |
| JJ                                   | Chikao Ōtsuka        | Vittorio Stagni                      |
| MCQ                                  | Masashi Ebara        | Teo Bellia                           |
| Amnesia                              | Bin Shimada          | Giorgio Locuratolo                   |
| Will B. Good                         | Kenyuu Horiuchi      | Massimo Lodolo                       |
| Al                                   | Taiten Tsukunoki     |                                      |
| Pull                                 | Kentarō Itō          |                                      |
| Illo                                 | Takeshi Kusao        | Luigi Ferraro                        |
| Swan Proxy                           | Misa Watanabe        | Barbara Castracane                   |
| Direttore Distretto Smaltimento A.R. | Hirohiko Kakegawa    | ?? (1^ voce) Maurizio Reti (2^ voce) |
| Profugo A                            | Ryūzaburō Ōtomo      | Silvio Anselmo                       |
| Profugo B                            | Kazuya Tatekabe      | Edoardo Nevola                       |
| Profugo C                            | Yuko Mogi            | Alina Moradei                        |
| Luogotenente Omacato                 | Shunji Takaki        | Michele D'Anca                       |

#### Edizioni estere
L'anime è stato esportato in vari Paesi nel mondo. In Australia è stato trasmesso dal 3 luglio al 4 dicembre 2007 su ABC2, venendo distribuito in DVD da Madman Entertainment nel marzo dello stesso anno, anche nella Nuova Zelanda. Negli Stati Uniti è stato trasmesso sul canale a pagamento Fuse dal 9 giugno al 24 novembre 2007, con una distribuzione home video a opera di Geneon Entertainment e Funimation. Nel Regno Unito è stato distribuito direttamente in DVD da MVM Films il 6 agosto 2007, in Canada è stato trasmesso sul blocco Anime Current del canale a pagamento G4TechTV dal 26 luglio al 27 dicembre 2007
 mentre la distribuzione home video è stata curata sempre da Geneon e Funimation. In Russia la serie è invece andata in onda sull'emittente specializzata in animazione 2x2 dal 13 marzo al 14 agosto 2008.

### Manga
Un manga spin-off tratto da Ergo Proxy, intitolato Centzon Hitchers & Undertaker (センツォン・ヒッチャーズ&アンダーテイカー?, Sentson Hicchāzu & Andāteikā) e disegnato da Yumiko Harao, è stato serializzato sul mensile Sunday Gene-X di Shogakukan a partire dal 18 febbraio al 18 novembre 2006 e raccolto in due volumi tankōbon usciti rispettivamente il 18 agosto 2006 e il 19 febbraio 2007.
| 1 | 18 agosto 2006 | ISBN 978-2849655146 |
| 1 | Capitoli - 1. (最初の夜?, Saisho no yoru) - 2. (二日目の夜?, Futsuka-me no yoru) - 3. (三日目の夜?, Mitsukame no yoru) - 4. (四日目の夜?, Yotsukame no yoru) - 5. (五日目の夜?, Itsuka-me no yoru) - Extra 1. Omake (お負け?) |                     |
| 2 | 19 febbraio 2007 | ISBN 978-2849655351 |
| 2 | Capitoli - 6. (第六夜?, Dai roku-yo) - 7. (七日目の夜?, Nanoka-me no yoru) - 8. (八日目の夜?, Yōka-me no yoru) - 9. (九日目の夜?, Kokonoka-me no yoru) - 10. (十日目の夜?, Tōkame no yoru)                                    |                     |

## Accoglienza
Ergo Proxy ha ricevuto recensioni per lo più positive, venendo elogiata dalla critica per i suoi intricati elementi visivi, l'estetica cyberpunk e i temi intellettuali;, pur criticandone la narrazione irregolare e il suo eccessivo affidamento a riferimenti filosofici. Newtype USA ha dichiarato d'essere «eccitato dalle premesse dello show, che dispone di un dramma complesso attorno alla bella e suggestiva investigatrice criminale Re-l Mayer, e di una intricata ambientazione sci-fi che incorpora robot residenti nella società umana e una grottesca schiera di mostri unici»; lodandone inoltre «l'enorme cast di supporto e la trama accuratamente intrecciata». La rivista ha inoltre presentato il primo DVD della serie nella loro lista di "DVD del mese" descrivendolo come «uno show che premia gli spettatori con una storia di fantascienza profonda, credibile e soprattutto ponderata invece di semplicemente mettere insieme i robot» Katherine Luther di About.com ha invece elogiato i temi cyberpunk ed il mix tra animazione 2D e 3D nonché la profonda caratterizzazione psicologica, definendola "raccapricciante, intensa ed illuminante".
THEM Anime Reviews ha commentato molto positivamente la grafica e il ritmo della trama, notando che il più grande difetto della serie sia l'occasionale incoerenza dei design. Zac Bertschy di Anime News Network ha dato alla serie come punteggio un B+ criticandone i personaggi come "Una sfortunata macchia in una serie altrimenti eccellente." ma elogiando l'animazione dichiarando che "Gli sfondi in particolare sono incredibilmente belli e dettagliati, il che è una sorpresa data l'ambientazione tetra e distopica." Carlo Santos, anche lui di Anime News Network, ha criticato la parte centrale e finale dell'anime, affermando che «alcuni degli episodi centrali ricadono su espedienti sperimentali e non riescono a far avanzare la storia, mentre il finale diventa un pasticcio imponente mentre cerca disperatamente di risolvere ogni singolo punto della trama. Anche l'animazione ha momenti imbarazzanti di incoerenza» tuttavia ha dichiarato anche che «per aver provato così duramente a scalare le vette di un genere difficile, Ergo Proxy merita comunque riconoscimento. Ha realizzato più di quanto la maggior parte delle altre serie anime sperino di fare, al netto di difetti e tutto il resto»".
Il collaboratore di IGN D. F. Smith ha recensito il cofanetto DVD della serie nel 2008, assegnandole un punteggio di 7,0 su 10. Smith ha trovato nel complesso la grafica, la musica e il doppiaggio di Ergo Proxy eccezionali, ma ha affermato che la storia complessiva fosse troppo complessa e basata su riferimenti filosofici piuttosto che su una narrazione solida. In conclusione, ha scritto «Ergo Proxy non è privo di delusioni, ma nonostante ciò, ha un sacco di cose da offrire. Ciò che manca in termini di una storia davvero avvincente e coinvolgente, lo compensa in parte con una potente colonna sonora, alcune immagini potenti e occasionali potenti intuizioni. Se queste sono le cose che cerchi nell'animazione giapponese, potresti non trovare questa serie per niente deludente». Un altro editorialista di IGN, Ramsley Isler, ha posizionato la sigla di apertura di Ergo Proxy come la decima migliore sigla d'apertura di un anime. Isler ha elogiato l'uso di immagini dark accostate al tono ottimista della sigla, paragonandola a un video musicale dei Nine Inch Nails o dei Lifehouse.
Il 12 giugno 2015, il Ministero della Cultura cinese ha annunciato di aver inserito Ergo Proxy tra i 38 titoli di anime e manga vietati in Cina.